# Il ricevitore è la spia
Il ricevitore è la spia (The Catcher Was a Spy) è un film del 2018 diretto da Ben Lewin.
Il film è basato sulla biografia La doppia vita di Moe Berg di Nicholas Dawidoff e racconta la vita di Moe Berg, ex giocatore di baseball diventato una spia per il governo degli Stati Uniti durante la seconda guerra mondiale.

## Trama
Nel bel mezzo della seconda guerra mondiale, il giocatore di baseball Moe Berg viene arruolato dall'Office of Security Services (il predecessore della CIA). Berg è una vera celebrità nel suo paese, ma a differenza di altri giocatori è erudito, infatti è laureato e parla nove lingue. Nonostante la popolarità, la sua vita rimane un mistero con un talento per mantenere i segreti. Viene addestrato ed inviato sul campo per fermare lo scienziato tedesco premio Nobel per la fisica Werner Karl Heisenberg, prima che possa costruire una bomba atomica per i nazisti.

## Produzione
Il progetto del film è stato annunciato nell'aprile 2016. Le riprese sono iniziate a febbraio 2017 tra Praga e Boston.

## Distribuzione
Inizialmente il film doveva essere presentato al Toronto International Film Festival 2017, ma è stato tolto dal programma a causa di ritardi nella post-produzione. È stato presentato in anteprima mondiale il 19 gennaio al Sundance Film Festival 2018.